# Jisgaw
Jisgaw (hebr. ישגב) – osiedle mieszkaniowe w Tel Awiwie, znajdujące się na terenie Dzielnicy Drugiej.

## Położenie
Osiedle leży na nadmorskiej równinie Szaron. Jest położone w północno-wschodniej części aglomeracji miejskiej Tel Awiwu, na północ od rzeki Jarkon. Północną granicę wyznacza ulica David Marcus, za którą znajduje się osiedle Ramat ha-Chajjal. Na wschodzie za ulicą Raoul Wallenberg jest Ewer ha-Jarkon. Na południu za rzeką Jarkon znajduje się miasto Bene Berak. Zachodnią granicę wyznacza ulica Mishmar HaYarden, za którą jest osiedle Newe Dan.

## Historia
Budowa osiedla rozpoczęła się w 1952.

## Architektura
Zabudowa osiedla składa się z dwu i ośmio-piętrowych budynków mieszkalnych wzniesionych z "wielkiej płyty".

## Edukacja
W osiedlu jest szkoła Jisgaw.

## Religia
W osiedlu znajduje się jesziwa Hidushei Harim.

## Gospodarka
W południowej części osiedla jest położone centrum handlowe z apteką.

## Transport
Na zachód od osiedla przebiega droga nr 482  (Tel Awiw-Herclijja), którą jadąc na północ dojeżdża się do autostrady nr 5  (Tel Awiw-Ari’el).